# Dobrunska Rijeka
Dobrunska Rijeka (en serbe cyrillique : Добрунска Ријека) est un village de Bosnie-Herzégovine. Il est situé dans la municipalité de Višegrad et dans la république serbe de Bosnie. Selon les premiers résultats du recensement bosnien de 2013, il compte 51 habitants.

## Histoire
Sur le territoire du village se trouve le monastère de Dobrun, fondé en 1219.

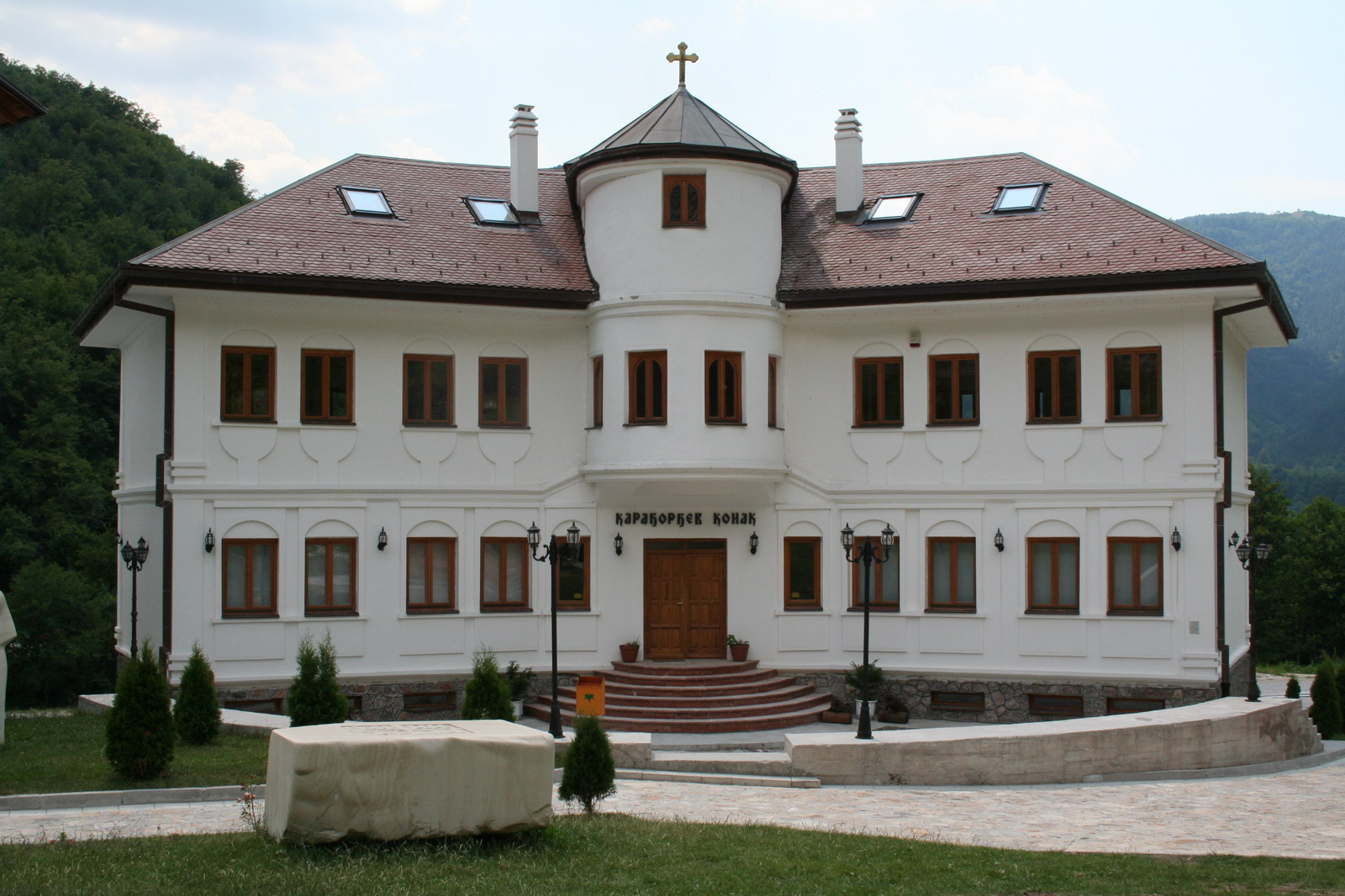
Le konak du monastère de Dobrun

## Démographie

### Évolution historique de la population dans la localité
| 1948 | 1953 | 1961 | 1971 | 1981 | 1991 | 2013 |
| ---- | ---- | ---- | ---- | ---- | ---- | ---- |
| -    | -    | 149  | 131  | 103  | 75,  | 51   |

|  |

### Communauté locale
En 1991, Dobrunska Rijeka faisait partie de la communauté locale de Dobrun qui comptait 1 419 habitants, répartis de la manière suivante :